# 釈放
釈放とは、身体を拘束されている被疑者、被告人または受刑者等の身体拘束を解くことをいう。

## 判決前の釈放
刑事訴訟法の身体拘束の各根拠規定には、定められた期限を過ぎた場合や要件を満たさなかった場合には、被疑者・被告人を釈放しなければならないと規定されている。

### 司法警察員による釈放の手続
被疑者が留置されている場合において、留置の必要がなくなったと認められるときは、司法警察員は、警察本部長又は警察署長の指揮を受け、直ちに被疑者の釈放に係る措置をとらなければならない（犯罪捜査規範130条3項）。

### 検察官による釈放の手続
検察官が刑訴法207条の規定により勾留された被疑者を釈放するときは、釈放指揮書を作成して釈放を指揮する（事件事務規定39条1項）。

### 保釈
勾留の目的は罪証の隠滅を防ぎ、公判や刑の執行への出頭を確実にすることに求められるが、起訴後の被告人については、物理的に身体を拘束しなくとも、保釈金の没収という経済的圧力によってこの目的を達成しうる。
このため、起訴後の被告人については保釈の制度が存在する。

## 判決後の釈放

### 無罪判決・罰金判決等による釈放
公判中に被告人の身体を拘束する根拠は勾留状である（刑訴法60条1項、62条）。
この勾留状は、無罪、免訴、刑の免除、刑の全部の執行猶予、公訴棄却、罰金又は科料の裁判の告知があったときには効力を失うので（刑訴法345条）、身体拘束の根拠が失われ、被告人は釈放される。

### 禁錮以上の有罪判決後の釈放
刑法においては、刑事罰の執行における釈放について、刑期の終了の日の翌日に行うことと定められている（刑法24条2項）。
実際には、今日の交通事情などを踏まえ、釈放される者の交通機関の利用の便などを考慮し、通常は刑期終了の翌日の午前中が釈放期限となる（刑事収容施設法171条1号、2号。ただし、恩赦等の場合には同条3号、4号により異なる取扱いとなる。）。

### 仮釈放
懲役又は禁錮に処せられた者に改悛の状があるときは、一定の要件を満たすことで仮釈放の処分が行われることがある（刑法28条）。